# Dynamische Positionierung
Die dynamische Positionierung (kurz DP; auch Dynamisches-Positionier-System, (DPS)) ist ein computergesteuertes System zur automatischen Positionierung eines Schiffs. Schiffe mit DPS können ohne Ankern oder Festmachen eine Position halten. Wichtig ist dies z. B. für Schiffe, die Offshore-Windkraftanlagen installieren oder Bohrplattformen mit Personal, Frischwasser und Bohrmaterial versorgen.

## Geschichte
Die dynamische Positionierung hat ihre Anfänge in den frühen 1960er-Jahren. Die Ölbohrungen im Golf vom Mexiko entfernten sich immer weiter von der Küste, und es wurde somit in immer größeren Wassertiefen gearbeitet. Die seit den 1920er-Jahren benutzten Bohrplattformen wurden zunächst nur im Flachwasser verwendet, später dann zu Plattformen mit Beinen (Jack Up Drilling) ausgebaut. Als auch diese Beine nicht mehr ausreichten um die Plattform auf dem Meeresboden abzustellen, wurde das Einhüllen-Bohrschiff Cuss 1 seit 1961 verwendet, um in Wassertiefen von 100 bis 3500 m zu arbeiten. Es war mit vier manuell gesteuerten Propellern ausgerüstet und nutzte Radarbaken auf der Meeresoberfläche sowie Sonarbaken auf dem Meeresgrund um seine Position zu bestimmen. Die Cuss 1 war somit der erste Schritt auf dem Weg zum dynamisch positionierten Schiff. Im Jahr 1961 kam mit der Eureka ein Bohrschiff hinzu, das in der Lage war, seine Position automatisiert zu halten.

## Funktionsweise und Aufbau
Die Kompensation der auf ein Schiff wirkenden Seitenkräfte (Wind und Strömung) erfolgt mit Hilfe der eigenen Propellergondeln und Propeller. Standpunkt-Referenz-Sensoren in Kombination mit Windsensoren, Bewegungsmeldern und Kreiselkompassen liefern einem Computerprogramm Informationen zur Position des Schiffes und die Stärke und Richtung von Seitenkräften, die seine Position beeinflussen. Das DPS wird normalerweise mit Unterstützung eines Differential Global Positioning System (DGPS) betrieben.
Das DPS ist nicht beschränkt auf Schiffe, U-Boote oder Halbtaucher, sondern wird auch auf Mobile Offshore Drilling Units (MODU) verwendet.
Das Computerprogramm enthält ein mathematisches Modell des Schiffes, das Informationen über den aktuellen Wind, Wellengang und die Lage der Triebwerke des Schiffes beinhaltet. Aus diesen Daten und den Sensorinformationen berechnet das Programm die Lenkwinkel der Schubdüsen und ihre Schubkraft, um die Bewegung zu kompensieren.
Dynamisches Positionieren kann entweder absolut erfolgen – das heißt, dass das Schiff an einem festen Punkt über dem Boden gehalten wird – oder relativ zu einem bewegten Objekt wie einem Schiff oder einem Unterwasserfahrzeug. Man kann das Schiff auch in einem günstigen Winkel zu Windrichtung, Wellen und Strömung halten (weathervaning). Auch eine Anwendung zusammen mit einem Ankersystem ist möglich.

## Anwendung
Heute gibt es mehr als 1000 Schiffe, die mit einem derartigen System ausgerüstet sind. Als erstes Schiff mit DPS gilt die 1961 gebaute Eureka.